# RKSV Sittardia
Rooms-Katholieke Sportvereniging Sittardia je bivši nizozemski nogometni klub iz Sittarda. Natjecao se u Eredivisie, u najjačem razredu nizozemskog nogometa.

## Povijest
Nastao je 12. svibnja 1950. spajanjem dvaju klubova: RKVV Sittardse Boys (od 1. srpnja 1902. do 1926. igrao pod imenom Spartaan) i VV Sittard (od 24. travnja 1902. do 1908. igrao pod imenom SVC, do 1916. kao Quick i do 1917. kao VVS). 
1955. igrao je u Eerste klasse. 1956. bio je u Hoofdklasse. Naredne tri sezone bio je u Eerste Divisie. 1960. bio je u Eredivisie i ispao. Sljedeće četiri godine igrao je u Eerste divisie. 1965. je igrao u Eredivisie i ispao, a već sljedeće godine pobijedio je u Eerste divisie i naredne dvije godine igrao u Eredivisie nejednakim uspjehom: prve je godine bio 7., a druge 18. 1. srpnja 1968. spojen je sa svojim glavni rivalom Fortunom '54 s kojim je igrao lokalni, limburški Westelijke Mijnstreekderbi, u novi klub, Fortuna Sittardia Combinatie (FSC) 1. srpnja 1968. godine, poslije preimenovanog u Fortuna Sittard. Prethodne dvije godine, do spajanja, Sittardiju je vodio hrvatski nogometni stručnjak Vladimir Beara.

## Uspjesi
- Eerste Divisie: prvaci 1959., 1964. i 1966.

## Treneri
- 1950. – 1952.:  Nick Heyenrath
- 1952. – 1953.:  Frans Tausch
- 1953. – 1954.:  József Veréb
- 1955. – 1958.:  Frans Debruyn
- 1958. – 1960.:  Nick Heyenrath
- 0000.–1960.:  Leen van Rixoordt (a.i.)
- 1960. – 1961.:  Harrie Verhardt
- 1961. – 1966.:  Frans Debruyn
- 1966. – 1967.:   Vladimir Beara
- 0000.–1968.:  Frans Debruyn (a.i.)